# TT Isla de Man de 1954
El TT Isla de Man de 1954 fue la segunda prueba de la temporada 1954 del Campeonato Mundial de Motociclismo. El Gran Premio se disputó del 14 al 19 de junio de 1954 en el circuito de Snaefell Mountain Course. Este año también, el TT volvió a cobrarse vidas. Ya en las sesiones de entrenamientos no oficiales, la australiana Laurie Boulter murió en la Handley's Corner. El británico Raymond Ashford murió el 7 de junio mientras entrenaba la Laurel Bank. Durante el Senior TT el 18 de junio, Simon Sandys-Winsch falleció en el Highlander.

## Resultados TT Senior 500cc
El Senior TT comenzó una hora y media tarde, pero estaba programado para seis vueltas. Ray Amm condujo magistralmente, realizó la vuelta rápida y también lideró cuando Geoff Duke hizo su parada en boxes para repostar. Amm planeó esa parada una vuelta más tarde. Sin embargo, tras el accidente en el que murió Simon Sandys-Winsch, la carrera se acortó a sólo cuatro vueltas. Eso salvó a Amm de su parada de reabastecimiento y facilitó su victoria. Gilera protestó, pero esas protestas fueron rechazadas por ACU, probablemente con razón, porque la Norton de Amm había ido más rápido durante la carrera que Duke. Sandys-Winsch se había caído en la pista mojada en el Highlander, pero otros ocho pilotos resultaron gravemente heridos en el Senior TT, lo que probablemente marcó la decisión de acortar la carrera.
| Pos.    | Piloto              | Equipo     | Tiempo/Retirado | Puntos |
| ------- | ------------------- | ---------- | --------------- | ------ |
| 1       | Ray Amm             | Norton     | 1:42"46'8       | 8      |
| 2       | Geoff Duke          | Gilera     | 1:43"52'6       | 6      |
| 3       | Jack Brett          | Norton     | 1:45"15'2       | 4      |
| 4       | Reg Armstrong       | Gilera     | 1:45"45'6       | 3      |
| 5       | Rudy Allison        | Norton     | 1:48"06'6       | 2      |
| 6       | Gordon Laing        | Norton     | 1:48"37'2       | 1      |
| 7       | Dickie Dale         | MV Agusta  | 1:48"56'2       |        |
| 8       | Bob Keeler          | Norton     | 1:49"23'4       |        |
| 9       | Jack Ahearn         | Norton     | 1:51"06'8       |        |
| 10      | Maurice Quincey     | Norton     | 1:51"07'0       |        |
| 11      | Peter Davey         | Norton     | 1:51"31'6       |        |
| 12      | Leo Simpson         | Matchless  | 1:52"03'0       |        |
| 13      | Keith Bryen         | Norton     | 1:52"18'8       |        |
| 14      | Bob McIntyre        | AJS        | 1:53"01'0       |        |
| 15      | John Surtees        | Norton     | 1:53"04'6       |        |
| 16      | Peter Carter        | Norton     | 1:54"06'2       |        |
| 17      | Roy Godwin          | Norton     | 1:54"16'2       |        |
| 18      | Peter Murphy        | Matchless  | 1:54"32'2       |        |
| 19      | Roy Ingram          | Norton     | 1:54"55'6       |        |
| 20      | George Salt         | Matchless  | 1:55"23'0       |        |
| 21      | Dennis Lashmar      | BSA        |                 |        |
| 22      | Charlie Salt        | BSA        |                 |        |
| 28      | Arthur Wheeler      | AJS        | 1:58"41'0       |        |
| 31      | Terry Shepherd      | AJS        | 1:59"50'0       |        |
| 45      | Cliff Carr          | AJS        |                 |        |
| 48      | Cyril Julian        | Norton     | 2:06"45'0       |        |
| Ret     | Ken Kavanagh        | Moto Guzzi | Ret             |        |
| Ret     | Bill Lomas          | MV Agusta  | Ret             |        |
| Ret     | Derek Farrant       | AJS        | Ret             |        |
| Ret     | Louis Carr          | Matchless  | Ret             |        |
| Ret     | Frank Norris        | F.A.N.     | Ret             |        |
| Ret     | Fergus Anderson     | Moto Guzzi | Ret             |        |
| Ret     | Harold Clark        | Norton     | Ret             |        |
| Ret     | Ted Frend           | Norton     | Ret             |        |
| Ret     | Simon Sandys-Winsch | Velocette  | Val (†)         |        |
| Ret     | Nello Pagani        | MV Agusta  | Ret             |        |
| Ret     | Rod Coleman         | AJS        | Ret             |        |
| Fuente: |                     |            |                 |        |

## Resultados Junior 350cc
Por primera vez desde 1922, AJS ganó el Junior TT. Rod Coleman ganó, pero también debe su victoria al fracaso de Ray Amm con la Norton Manx y todos los participantes con la Moto Guzzi Monocilindrica 350. MV Agusta entró con la nueva 350 Quattro Cilindri pero Bill Lomas solo terminó séptimo y Dickie Dale no pasó del puesto 25.
| Pos.    | Piloto          | Moto       | Tiempo/Retirado | Puntos |
| ------- | --------------- | ---------- | --------------- | ------ |
| 1       | Rod Coleman     | AJS        | 2:03"41'8       | 8      |
| 2       | Derek Farrant   | AJS        | 2:05"34'0       | 6      |
| 3       | Bob Keeler      | Norton     | 2:05"43'6       | 4      |
| 4       | Leo Simpson     | AJS        | 2:06"56'8       | 3      |
| 5       | Peter Davey     | Norton     | 2:08"26'4       | 2      |
| 6       | John Clark      | AJS        | 2:10"28'0       | 1      |
| 7       | Bill Lomas      | MV Agusta  | 2:11"39'2       |        |
| 8       | Peter Murphy    | AJS        | 2:12"06'6       |        |
| 9       | Eric Houseley   | AJS        | 2:12"12'6       |        |
| 10      | Arthur Wheeler  | AJS        | 2:12"25'0       |        |
| 11      | John Surtees    | Norton     | 2:12"33'6       |        |
| 12      | Harold Clark    | Norton     | 2:12"34'4       |        |
| 13      | Harry Pearce    | Velocette  | 2:13"22'0       |        |
| 14      | Peter Carter    | Norton     | 2:13"24'0       |        |
| 15      | Edward Havens   | AJS        | 2:13"30'0       |        |
| 16      | Jack Bottomley  | BSA        | 2:13"48'4       |        |
| 17      | Ted Frend       | Norton     | 2:13"49'0       |        |
| 18      | Eric Jones      | Norton     | 2:13"49'4       |        |
| 19      | Dave Tutty      | Norton     | 2:14"25'2       |        |
| 20      | John Grace      | Norton     | 2:14"25'6       |        |
| 23      | Charlie Salt    | BSA        |                 |        |
| 25      | Dickie Dale     | MV Agusta  | 2:15"54'6       |        |
| 32      | Dennis Lashmar  | BSA        |                 |        |
| Ret     | Jack Ahearn     | Norton     | Ret             |        |
| Ret     | Keith Bryen     | Norton     | Ret             |        |
| Ret     | Ken Kavanagh    | Moto Guzzi | Ret             |        |
| Ret     | Maurice Quincey | Norton     | Ret             |        |
| Ret     | Phil Heath      | AJS        | Ret             |        |
| Ret     | Fergus Anderson | Moto Guzzi | Ret             |        |
| Ret     | Jack Brett      | Norton     | Ret             |        |
| Ret     | Terry Shepherd  | AJS        | Ret             |        |
| Ret     | Frank Cope      | Norton     | Ret             |        |
| Ret     | Ray Amm         | Norton     | Ret             |        |
| Fuente: |                 |            |                 |        |

## Resultados Lightweight 250cc
Werner Haas ya había impresionado en la edición de 1953 con su NSU Rennmax al terminar segundo, pero la nueva máquina con 39 caballos de potencia fue imbatible. Haas ganó por delante de sus compañeros Rupert Hollaus, Reg Armstrong y "Happi" Müller. El piloto más rápido de Moto Guzzi Bialbero 250 Fergus Anderson terminó a casi cuatro minutos de Haas.
| Pos. | Piloto              | Mot           | Tiempo/Retirado | Puntos |
| ---- | ------------------- | ------------- | --------------- | ------ |
| 1    | Werner Haas         | NSU           | 1:14"44'4       | 8      |
| 2    | Rupert Hollaus      | NSU           | 1:15;28'6       | 6      |
| 3    | Reg Armstrong       | NSU           | 1:15"31'8       | 4      |
| 4    | Hermann Paul Müller | NSU           | 1:16"25'6       | 3      |
| 5    | Fergus Anderson     | Moto Guzzi    | 1:18"32'2       | 2      |
| 6    | Hans Baltisberger   | NSU           | 1:18"33'6       | 1      |
| 7    | Arthur Wheeler      | Moto Guzzi    | 1:21"24'0       |        |
| 8    | Eric Houseley       | Velocette     | 1:28"00'4       |        |
| 9    | Ray Petty           | Norton        | 1:28"57'0       |        |
| 10   | John Horne          | Rudge         | 1:29"48'0       |        |
| 11   | Ronnie McCutcheon   | Velocette     | 1:29"54'0       |        |
| 12   | Bill Maddrick       | Moto Guzzi    | 1:29"55'0       |        |
| 13   | Dudley Edlin        | Melem Special | 1:33"02'0       |        |
| 14   | Bill Webster        | Velocette     | 1:33"04'0       |        |
| 15   | Brian Purslow       | Norton        | 1:33"29'0       |        |
| 16   | Jack Sparrow        | Excelsior     | 1:41"38'0       |        |
| 17   | Ernie Barrett       | Phoenix-JAP   | 1:45"46'0       |        |
| Ret  | Ivan Lloyd          | Excelsior     | Ret             |        |
| Ret  | Eric Jones          | Velocette     | Ret             |        |
| Ret  | Alan Jones          | Rudge         | Ret             |        |
| Ret  | Harold Hartley      | Rudge         | Ret             |        |
| Ret  | Ken Kavanagh        | Moto Guzzi    | Ret             |        |
| Ret  | Frank Cope          | Norton        | Ret             |        |

## Ultra-Lightweight 125 cc TT
La Ultra-Lightweight TT del nuevo Clypse Course fue un gran éxito, aunque tan solo contó con dieciocho participantes. Werner Haas se retiró con su NSU Rennfox, pero Rupert Hollaus ganó la carrera después de una feroz batalla con solo cuatro segundos de ventaja sobre Carlo Ubbiali con la MV Agusta 125 Bialbero. También Cecil Sandford llevó su MV Agusta al podio. Además de todas las NSU y MV Agustas, la Montesa de dos tiempos de John Grace hizo un gran resultado al acabar séptimo.
| Pos.    | Corredor          | Moto      | Tiempo    | Puntos |
| ------- | ----------------- | --------- | --------- | ------ |
| 1       | Rupert Hollaus    | NSU       | 1:33"03"4 | 8      |
| 2       | Carlo Ubbiali     | MV Agusta | 1:33"07'4 | 6      |
| 3       | Cecil Sandford    | MV Agusta | 1:37"35'8 | 4      |
| 4       | Hans Baltisberger | NSU       | 1:38"25'0 | 3      |
| 5       | Ivor Lloyd        | MV Agusta | 1:43"16'6 | 2      |
| 6       | Brian Purslow     | MV Agusta | 1:46"24'6 | 1      |
| 7       | John Grace        | Montesa   | 1:49"29'0 |        |
| 8       | Bill Webster      | MV Agusta | 1:54"22'2 |        |
| Ret     | Dennis Lashmar    | LEF       | Ret       |        |
| Ret     | Bert Fruin        | EMC-Puch  | Ret       |        |
| Ret     | Frank Burman      | EMC-Puch  | Ret       |        |
| Ret     | Len Harfield      | EMC-Puch  | Ret       |        |
| Ret     | John Marrion      | EMC-Puch  | Ret       |        |
| Ret     | Frank Cope        | MV Agusta | Ret       |        |
| Ret     | Werner Haas       | NSU       | Ret       |        |
| Ret     | Bill Lomas        | MV Agusta | Ret       |        |
| Fuente: |                   |           |           |        |

| Prueba previa: Gran Premio de Francia | Campeonato del Mundo de Motociclismo de 1954 | Siguiente prueba: Gran Premio del Úlster |
| Prueba previa: TT Isla de Man de 1953 | TT Isla de Man                               | Siguiente prueba: TT Isla de Man de 1955 |